# Исчезновение Агаты Кристи
Исчезновение Агаты Кристи (англ. The disappearance of Agatha Christie) — резонансное одиннадцатидневное отсутствие английской писательницы Агаты Кристи в декабре 1926 года. В конце 1914 года она вышла замуж за военного лётчика Арчибальда Кристи, от которого родила своего единственного ребёнка — дочь Розалинду. В 1916 году начинающая писательница закончила свой первый детективный роман «Загадочное происшествие в Стайлзе», а к середине 1920-х годов смогла утвердиться в качестве признанного автора детективов и триллеров — её известность и гонорары неуклонно возрастали. В начале 1926 года чета Кристи по настоянию мужа приобрела в Саннингдейле особняк «Стайлз». В этот период между Арчи и офисной машинисткой Нэнси Нил завязался роман, а в августе 1926 года он сообщил жене, что влюблён в другую. Супруги пытались несколько месяцев наладить отношения, но это им не удалось.
3 декабря 1926 года во время особо крупной ссоры, произошедшей в их доме, Арчи заявил, что не видит возможности сохранить брак и будет добиваться развода, после чего отправился на работу в лондонский Сити. Вечером того же дня Агата исчезла из «Стайлза» в неизвестном направлении. На следующее утро в графстве Суррей, на холме недалеко от городка Ньюлендз Корнер, обнаружили её автомобиль с включёнными фарами, находящийся на краю карьера. Исчезновение Кристи вызвало значительный общественный резонанс, в том числе и за рубежом; стали выдвигаться самые различные версии. Многие склонны были считать причастным к её пропаже мужа или же предполагать, что это рекламный трюк самой писательницы. Выдвигались объяснения пропажи Агаты, связанные с насильственным характером, смертью, в том числе самоубийством. Розыском Кристи занимались несколько сотен сотрудников полиции, а также по максимальным оценкам прессы до пятнадцати тысяч гражданских добровольцев.
14 декабря писательница всё-таки была обнаружена. Как оказалось, Кристи зарегистрировалась под фамилией любовницы мужа — Терезы Нил — в фешенебельной гостинице Swan Hydropathic Hotel в Харрогейте, графство Норт-Йоркшир. Там она вела себя довольно скромно и замкнуто. В воскресенье 12 декабря полиции сообщили о том, что в отеле видели женщину, похожую на пропавшую. В связи с этим в гостиницу был вызван муж, который и опознал её. Агата никак не объяснила своё исчезновение, ссылаясь на амнезию. 15 декабря супруги, под пристальным вниманием журналистов и зевак, покинули отель и отправились на поезде в Чидл в поместье «Эбни-Холл», где проживала сестра писательницы Мэдж со своим мужем. Там Агату обследовали два врача, которые пришли к выводу, что у неё наличествует потеря памяти. Их заключение стало основой «официальной» версии, поддерживаемой семьёй долгие годы. В 1928 году брак супругов Кристи был расторгнут, но Агата решила оставить фамилию мужа, под которой стала известна как писательница. Необходимость содержать семью укрепила её в намерении стать профессиональным литератором. В дальнейшем она стала ведущим мастером детективного жанра, наиболее переводимым и одним из самых издаваемых авторов в истории. В 1930 году она познакомилась с археологом Максом Маллованом, в супружестве с которым провела оставшуюся жизнь.
Агата избегала возвращаться к событиям, произошедшим в декабре 1926 года, и уклонялась от их публичного обсуждения. В подробной «Автобиографии» про эти факты не написано ничего: автор ограничивается лишь общей фразой о разрыве с мужем. Этой политики старались следовать также члены её семьи и близкие на протяжении десятилетий, объясняя произошедшее потерей памяти их знаменитой родственницы. Считается, что обстоятельства исчезновения Кристи нашли отражение в целом ряде её произведений, как детективных, так и носящих мелодраматический характер. Проблемы, связанные с этими событиями, нашли отражение в многочисленных биографических книгах, статьях и документальных фильмах. Кроме того, пропаже писательницы были посвящены литературные произведения, художественные и телевизионные фильмы.

## История

### Предшествующие события
Агата Мэри Кларисса Миллер родилась в 1890 году в семье, принадлежащей к высшему среднему классу, ранее богатой, но обедневшей со временем, где царил викторианский дух и, как следствие, довольно консервативные, патриархальные взгляды на семью и общество. В соответствии с такими традициями она получила домашнее несистематичное образование, призванное, прежде всего, подготовить её к роли хорошей жены и матери. Исследователи полагают, что драматические события декабря 1926 года во многом были обусловлены становлением Агаты в ранние годы: «…поскольку именно тогда, как это ни удивительно, были брошены семена, из которых впоследствии выросли её несчастья». Автор этого утверждения и исследователь исчезновения «королевы детектива» Джаред Кейд (Jared Cade) пришёл к выводу, что «идеальные» отношения родителей будущей писательницы повлияли на то, что и ей был предназначен такой брак и надо «только подрасти»: «Родительская любовь в сочетании с их полнокровной, насыщенной событиями жизнью обеспечила Агате счастливое и безоблачное детство, однако не научила её должным образом отражать уготованные судьбой удары». Позже Агата подчёркивала важность викторианских ценностей, патриархальный характер семейных отношений, являвшихся укоренившимися чертами общества того периода:
Надо отдать справедливость женщинам викторианской эпохи: мужчины ходили у них по струнке. Хрупкие, нежные, чувствительные, они постоянно нуждались в защите и заботе. И что же, разве они были унижены, растоптаны или вели рабский образ жизни? <…> Муж — это глава семьи. Выходя замуж, женщина принимала как свою судьбу его место в мире и его образ жизни. Мне кажется, что такой уклад был вполне разумным, и в нём коренилась основа будущего счастья. Если вы не можете принять образ жизни вашего мужа, не беритесь за эту работу — иными словами, не выходите за него замуж.
Материальное положение Миллеров значительно ухудшилось после смерти её отца Фредерика в 1901 году, в связи с чем заботу о семье взяла на себя её мать Кларисса, с которой Агату связывали очень тёплые отношения. В восемнадцать лет она писала короткие рассказы, некоторые из которых после переработки позже были опубликованы («Дом грёз», «Последний спиритический сеанс», «Зов крыльев»).
С началом Первой мировой войны Агата добровольно устроилась сестрой милосердия в военный госпиталь, а несколько позже — в госпитальную аптеку. В этот же период, в конце декабря 1914 года, она вышла замуж за военного лётчика, с которым начала встречаться ещё до войны, и приняла его фамилию,  впоследствии прославив её. В 1916 году Агата закончила свой первый детективный роман «Загадочное происшествие в Стайлзе», который был опубликован только в 1920 году издательством The Bodley Head. Некоторое время Кристи всё ещё полагала, что не собирается серьёзно продолжать литературную деятельность, тем более что к этому не располагал и первый незначительный гонорар, а также неудачный в финансовом отношении контракт. Кроме того, она долго считала, что её призвание — быть хорошей женой и матерью, и видела себя в первую очередь «замужней дамой», а не писательницей. Во многом на создание второго романа её сподвигло желание материально помочь матери, которой было тяжело содержать семейную виллу «Эшфилд» в её родном Торки. Муж Агаты посоветовал ей написать ещё один роман, так как на этом можно было заработать. Она всегда полагалась на него в финансовых вопросах и согласилась. Так в 1922 году в том же издательстве The Bodley Head вышел роман «Таинственный противник». В следующем году был закончен роман «Убийство на поле для гольфа», где она вернулась к своей детективной паре — Эркюлю Пуаро и капитану Гастингсу. В августе 1919 года Агата родила своего единственного ребёнка — дочь Розалинду.
В 1922 году вместе с мужем, принявшим предложение поработать  финансовым советником майора Эрнеста Белчера (Ernest Belcher), Агата совершила кругосветное морское путешествие по британским владениям. Вернувшись на родину, Арчи узнал, что компания, в которой он ранее работал в Сити, не сохранила за ним место. Он стал безработным, что довольно болезненно переживал. Как глава семьи он пытался найти хоть какую-нибудь работу, чтобы обеспечить тот социальный статус, к которому были привычны люди их круга. Екатерина Цимбаева, российский биограф Агаты Кристи, подчёркивала, что за удовольствие от кругосветного круиза и вызванных этим проблем, связанных с работой, жильём и воспитанием дочери, супругам в это время было тяжело, даже «приходилось расплачиваться нервными срывами».
После издания в августе 1924 года четвёртого романа Кристи, «Человек в коричневом костюме» (восходящего к южноафриканским впечатлениям автора, полученным во время «имперского» круиза), в её первом издательстве предложили продлить договор на более выгодных для неё условиях. Однако она отказалась и нашла себе литературного агента Эдмунда Корка (Edmund Cork), с которым продолжала работать на протяжении всей своей жизни. В том же году руководители газеты Evening News обратились к Кристи за правом публикации романа «Человек в коричневом костюме» на страницах их газеты, предложив 500 фунтов стерлингов. В семье восприняли это как крупный успех; муж писательницы не мог в это поверить, а мать Кларисса отнеслась к признанию дочери более сдержанно, считая, что её дочь полностью этого заслуживала.

### Семейные неприятности
К середине 1920-х годов осложнились отношения между супругами Кристи; Агата при случае напоминала Арчи, на некоторое время оставшемуся без работы, что деньги, которые он тратит, получены из её гонораров. Кроме того, писательницу раздражало, что муж не уделяет ей должного внимания, а его, видимо, смущала растущая популярность жены. Её также огорчало то, что он мало интересовался её творчеством. Так, когда она просила выслушать замысел новой книги и высказать своё мнение, муж категорически отказывался. Материальное положение семьи значительно улучшилось после того, как Арчи устроился на престижную и респектабельную работу в лондонском Сити, начав зарабатывать около 2000 фунтов стерлингов, что способствовало повышению его самооценки и восстановлению душевного спокойствия.
После этого супруги Кристи решили переехать в пригород Лондона; этому способствовало также и то, что Арчи пристрастился к игре в гольф (с которым его ранее познакомила жена), а за пределами мегаполиса ему было бы значительно удобнее заниматься своей любимой игрой. Супруги стали проводить вместе значительно меньше времени, по поводу чего Агата позже писала, что она фактически стала тем, что называют «гольфовой вдовой» (golf widows). На гонорар, полученный за «Человека в коричневом костюме», чета Кристи приобрела «длинноносый», «верный» автомобиль Morris Cowley, ставший любимым транспортным средством Агаты. О нём она неоднократно с большой теплотой позже вспоминала, как об источнике большого наслаждения. После нескольких уроков мужа, несмотря на первоначальную робость, она постепенно овладела искусством вождения. Супруги поселились с дочерью Розалиндой в престижном Саннингдейле, в усадьбе (коттедже), разделённой на четыре квартиры. Именно в это время Агата осознала, что может стать профессиональным писателем. «Хоть уверенности ещё не было. Я всё ещё считала, что умение сочинять сродни умению вышивать диванные подушки», — писала она позже в «Автобиографии». Джаред Кейд выдвинул версию, что именно на почве профессионального и материального успеха жены у Арчи возникло недовольство таким положением. Возможно, его стало «раздражать то внимание, которое теперь было обращено на Агату». Писательница Лора Томпсон (Laura Thompson), которая отчасти признаёт за такой «сенсуалистской» трактовкой некоторую рациональность, отрицала абсолютизацию этого варианта, который, по её выражению, преподносился Кейдом за «неоспоримый факт».
В начале весны 1925 года Агата была полностью занята работой, не подозревая, что на почве страсти к гольфу у её мужа возник роман с молодой и жизнерадостной офисной машинисткой Нэнси Нил, знакомой майора Белчера, которую Агата в «Автобиографии» ошибочно называет его секретарём. В июне был опубликован роман «Тайна замка Чимниз», ставший пятой книгой Кристи, написанной по контракту с «Бодли Хед», После этого она избавилась от обязательств перед опостылевшим ей издательством и заключила соглашение с William Collins and Sons, с которым она затем будет сотрудничать на протяжении всей своей жизни. Летом 1925 года, после окончания работы над романом «Убийство Роджера Экройда», принёсшим значительную известность, супруги Кристи поехали отдохнуть в Котре, во Французских Пиренеях. После возвращения в Англию роман Арчи и Нэнси возобновился, однако насколько они были близки (в том числе в сексуальном плане) установить точно не представляется возможным и по этому поводу существуют различные точки зрения.
В начале 1926 года чета Кристи по настоянию мужа приобрела в Саннингдейле особняк, который по его предложению назвали «Стайлз», в честь первого опубликованного романа писательницы. Сам факт такого дорогостоящего приобретения расценивается исследователями, как подтверждение того, что муж Агаты ещё не был намерен окончательно разорвать с ней отношения, чтобы вступить в брак с другой женщиной. Несмотря на то, что дом имел дурную славу — ходили слухи, что его обитателей ждёт несчастье — Агата всё же пошла мужу навстречу и дала своё согласие: возможно, посчитав, что это могло их сблизить. Однако отношения супругов так и не налаживались, несмотря на её усилия. Кроме того, после окончания работы над романом и тяжёлого переезда писательница была крайне измотана и заявила мужу, что ей требуется отпуск, но он сказал, что никуда не поедет. Она решила настоять на своём и вместе с сестрой Мэдж отправилась на отдых на Корсику в Кальви, однако и там не могла забыть о своих тяжёлых супружеских проблемах. После возвращения в Англию отношения Агаты с мужем были напряжёнными. Пятого апреля 1926 года умерла её мать, что ещё больше отдалило Агату от Арчи, так как тот терпеть не мог вида болезней, смертей, связанных с этим забот и похорон, на которых он не присутствовал, поскольку находился в Испании по делам своей компании. Он вернулся в Англию через неделю после похорон, но его отношения с супругой не улучшались, и они много спорили. Агата унаследовала от матери дом «Эшфилд» в Торки, где она провела детские годы и который очень любила. Чтобы навести там порядок, она переехала туда с дочерью, а муж бывал наездами из Лондона, так как ему не нравилось там находиться. Муж был постоянно в плохом настроении, раздражителен, и Агата попросила его объясниться. Некоторое время муж старался избегать разговора по душам, но в августе 1926 года в «Эшфилде», в день семилетия их дочери, Арчи всё-таки признался, что влюблён в Нэнси Нил. С этого события в мемуарах писательницы присутствует пропуск величиной в полгода.
По сей день испытываю чувство некоторой вины, что уступила настойчивым требованиям Арчи и дала ему развод. Глядя на свою дочь, я всё ещё сомневаюсь: не должна ли была проявить твёрдость и отказать ему? Так трудно делать то, с чем не согласен в душе. Я была против развода всеми фибрами души. Расторгать брак нельзя, я в этом уверена, видела много расторгнутых браков и хорошо знаю историю жизни многих разведённых супругов.
Агата была воспитана, как и люди её времени и круга, в убеждении, что расторжение брака — это нечто экстраординарное. Сам этот институт и его последствия вызывал у неё неприятные ощущения, как она даже выразилась — «ужас». Кроме того, она считала, что особенно неприемлем развод, если в семье есть дети. Агата решила бороться за свой брак, расценив, что это непродолжительное увлечение со стороны Арчи, усугублённое тем, что после смерти матери она не уделяла ему должного внимания. Она переехала обратно в их дом «Стайлз», куда через две недели после заявления о своей любви к другой женщине вернулся и Арчи, заявив, что хочет попробовать возобновить отношения и предложив трёхмесячный срок. Югетт Бушардо предположила, что муж решился признаться в своих чувствах жене, но затем на некоторое время решил повременить, но не прекратил отношения с любовницей.
Наряду с преданной Карлой, главным утешением в жизни писательницы был её любимый терьер Питер, про которого она позже говорила, что именно он вернул её к жизни. Спустя десятилетие она писала про него в одном из писем, подразумевая события 1926 года, когда она была в «ужасном состоянии»: «…тогда никто, кроме собаки, не смог поддержать меня». Чтобы сменить обстановку и наладить семейную жизнь, по предложению Агаты, супруги поехали отдохнуть на юг Франции в район Биаррица, памятные места её счастливого детства, где находились до ноября. Это путешествие для сохранения семьи оказалось ещё более неудачным, чем прошлогоднее. Кроме того, Агата, находясь в подавленном состоянии, чуть «не обезумела» от горя, когда Питер попал под машину, посчитав, что он умер. Однако к её восторгу через некоторое время терьер пришёл в себя. Однако это не улучшило положения, ссоры продолжались, а во время одной из них Агата даже бросила в мужа чайник. В пятницу 3 декабря во время самой крупной их ссоры Арчи заявил, что больше не намерен терпеть её выходки, и в категорической форме потребовал развод, поскольку намеревался жениться на Нэнси Нил.

### Обстоятельства исчезновения
После ссоры с мужем 3 декабря 1926 года Агата исчезла из «Стайлза», оставив дочь Розалинду и дом на попечение служанок. При этом она написала письмо своему секретарю Шарлотте Фишер (Карле), в котором утверждала, что направилась в Йоркшир. Её исчезновение вызвало громкий общественный резонанс, поскольку она уже была довольно известной личностью, и появились многочисленные поклонники её творчества. Заголовки СМИ, посвящённые её исчезновению, соседствовали с сообщениями о смерти прославленного французского художника Клода Моне. О степени огласки, которую приобрело дело, свидетельствует также такой факт: уже в понедельник статья на первой странице The New York Times была озаглавлена таким образом: «Миссис Агата Кристи, писатель-романист, таинственно исчезла из своего дома в Англии» (Mrs. Agatha Christie, Novelist, Disappears In Strange Way From Her Home in England).
На следующее утро после того, как она покинула дом в неизвестном направлении, в графстве Суррей, недалеко от городка Ньюлендз Корнер, в пяти милях от Гилдфорда, в менее трёхстах метрах от вершины холма обнаружили её автомобиль с включёнными фарами, на краю известкового карьера. Высота обрыва в этом месте составляла 183 метра. Тормозной след на земле отсутствовал, в салоне из личных вещей Агаты находилась только шубка, чемоданчик с одеждой и её водительское удостоверение. На рассвете четвёртого декабря брошенный автомобиль заметил направлявшийся на работу пастух, однако он не придал этому значения. После того. как полицию в начале девятого вызвал автогонщик Фредерик Дор, дело получило огласку. В рапорте, составленном по данному факту полицейским инспектором, отмечалось, что брошенный автомобиль может свидетельствовать о вероятности «какого-либо необычного происшествия»: «Автомобиль нашли внизу, на травянистой обочине в кустах, куда он съехал с основной дороги». Некоторые факты вызвали подозрение в самоубийстве: отсутствие следов торможения автомобиля и то, что терьер Питер остался дома, хотя владелица почти всегда брала его в поездки.
Арчибальду Кристи стало известно об исчезновении жены от её секретаря Шарлотты. Она позвонила ему в город Гоуделминг, где он вместе, как обычно в последнее время, с Нэнси Нил проводил выходные в гостях у друзей Сэма и Мэдж Джеймс. Карла сообщила ему, что в их дом в Саннингдейле явились сотрудники полиции, занимающиеся делом об исчезновении Агаты. После этого Арчи связался с ними. На вопросы полицейских полковник ответил, что ничего не знает о том, где может находиться его жена, так как видел её в последний раз, отправляясь на работу в пятницу. Вернувшись домой, на столике в холле он нашёл письмо жены, содержащее обвинения в предательстве, и после прочтения сжёг его. Некоторые предполагают, что Агата намеренно оставила письмо на видном месте с расчётом на то, что оно будет обнаружено полицией.
От прислуги и от Карлы стало известно о некоторых событиях, произошедших в течение предыдущей недели. В понедельник Агата проводила время со своей подругой миссис да Сильво, а в среду они ездили в Лондон за покупками. Там Агата переночевала в клубе «Форум», владелицей которого была да Сильво. Утром следующего дня Агата провела переговоры с своими издателями: обсуждались проблемы, связанные с выходом в свет романа «Большая четвёрка», и трудности с окончанием «Тайны „Голубого экспресса“», работа над которым из-за семейных неурядиц продвигалась тяжело. Домой писательница попала в четверг, а вечером они с Шарлоттой отправились на танцы в расположенный недалеко Аскот. Карла видела хозяйку в пятницу утром, когда та проводила время с Розалиндой. Она находилась в хорошем настроении и разрешила ей отправиться на день в Лондон. В пятницу вечером около 18 часов секретарша позвонила Агате, чтобы поинтересоваться, как у той идут дела. Это произошло уже после того, как разыгралась ссора и Арчи заявил, что хочет получить развод. По словам Шарлотты, в этот их последний разговор перед исчезновением Агата была спокойна, она пожелала секретарше хорошо отдохнуть в Лондоне и попросила её вернуться в субботу в «Стайлз». В пятницу в 23 часа вечера она вернулась в дом Кристи, где находились горничная и кухарка, обеспокоенные неожиданной пропажей хозяйки. Они сообщили, что Агата поцеловала спящую дочь и, погладив любимого терьера Питера, уехала в неизвестном направлении на автомобиле в 21:45. Агата оставила Шарлотте записку, где просила отказаться от номера в отеле в Берверли, куда намеревалась отправиться на выходные. Карлу встревожило это сообщение, в частности, следующие строки: «У меня раскалывается голова. Я не могу более оставаться в этом доме». Шарлотта хотела сразу же сообщить о своих подозрениях в полицию, но не пошла на этот шаг, опасаясь упрёков со стороны хозяйки.

### Поиски
Была одета:

 
юбка серая, средней длины, зелёный джемпер, кардиган серый, с тёмно-серой отделкой, зелёная шляпка из велюра. Возможно, имеется сумочка с несколькими банкнотами достоинством в пять или десять фунтов.

3 декабря в 21.45 вышеназванная дама покинула дом на четырёхместном авто марки «моррис каули». Оставила записку, в которой было сказано, что она собирается уехать. Утром 4 декабря эта машина была найдена в районе Ньюлендз-Корнера, деревня Олбери (графство Суррей).
С учётом того, что события, связанные с исчезновением Агаты, относились к двум графствам, первоначально поиски проводились силами полицейских управлений Суррея и Беркшира, причём их руководители заняли разные позиции в отношении судьбы пропавшей женщины. Если старший инспектор Годдард из Беркшира был взвешен и сдержан на публике, то Кенуорд из аналогичного управления Суррея, напротив, выступал с громкими и противоречивыми высказываниями по поводу хода расследования. Он исходил из того, что Агата скорее всего мертва. Так, на следующий день после обнаружения брошенного автомобиля он заявил прессе, что намерен использовать для поисков аэроплан, а позже опроверг своё высказывание: «Полиция не имеет никакого отношения к аэроплану». Под руководством Кенуорда была составлена ориентировка с приметами и описанием Агаты, а также информацией об обстоятельствах пропажи. Она была направлена в 48 близлежащих полицейских участков, причём её возраст был указан как 35-летний, в то время как Агата была на год старше. Согласно этому документу обращалось внимание на поиски женщины ростом 5 футов 7 дюймов (более 170 см), подходящей под следующее описание: «Волосы тёмно-рыжие (стрижка „фокстрот“), зубы натуральные, глаза серые, здоровый цвет лица, сложение нормальное»..
Постепенно полицейские стали восстанавливать предшествующие исчезновению события и во многом склонны были винить Арчи. Узнав о произошедшей накануне ссоре между четой Кристи, сотрудники полиции осознали, что важно как можно быстрее выяснить её местонахождение, так как в сложившихся обстоятельствах жизни пропавшей действительно могла угрожать опасность. В субботу, в районе того места, где был обнаружен её автомобиль, были проведены поиски, в которых участвовали восемь полицейских и несколько следователей. Розыск был продолжен на следующий день в районе Ньюлендз Корнер, где внимание поисковой группы привлёк Тихий (Молчаливый) пруд. Ранее он получил известность благодаря легенде о том, что английский король Иоанн Безземельный увидел в нём купающуюся женщину и бросился за ней; пытаясь избежать преследования, она утонула, и та же судьба постигла её брата, пытавшегося ей помочь. Многие были склонны думать, что та же участь постигла и Агату. В понедельник в районе Ньюлендз Корнер в поисках участвовали десятки местных жителей. С помощью этих волонтёров удалось осмотреть лесополосу и прилежащие поля.
В начале поиска полиция не знала о существовании ещё одного письма, написанного Агатой в пятницу и адресованного деверю — Кэмпбеллу Кристи (Campbell Christie), преподавателю Королевского военного училища в Вуличе. Оно было отправлено из Лондона в то самое утро, когда был обнаружен брошенный автомобиль Агаты. В этом послании она сообщала, что проведёт выходные на водном курорте в Йоркшире. Получив письмо, брат Арчи не сразу сообщил об этом в полицию, так как тогда ещё не знал об исчезновении своей невестки. Прочитав в понедельник в утренних газетах о её пропаже, он позвонил брату и курьером отослал ему конверт письма, так как само послание где-то затерялось. Однако ни полиция, ни пресса до поры до времени почему-то не восприняли это сообщение как факт. и эта версия некоторое время серьёзно не рассматривалась.
Через три дня после пропажи Арчи обратился в Скотленд-Ярд, чтобы этим делом стали заниматься в национальном масштабе, но там ответили, что пока не получат запроса от полиции графств Суррея и Беркшира, они не могут взяться за розыск. Первоначально Скотленд-Ярд ограничился рассылкой описания Агаты в средства массовой информации и полицейские участки страны. Дом Кристи стал объектом наблюдения зевак, прессы и полиции. Розалинда, которой объяснили отсутствие матери работой над книгой в спокойной обстановке, ходила в школу в сопровождении полисмена, сотрудники полиции дежурили у дверей и на телефоне. Если Карла охотно давала интервью, то поведение Арчи внушало подозрение и раздражало журналистов. Муж всячески старался как можно меньше привлекать посторонних к этому семейному делу, заявив, что у его жены сдали нервы, и она уехала куда глаза глядят. Он стал объектом пристального внимания прессы и неизвестных ему ранее людей, про что говорил: «Телефон у меня звонит не переставая. Все спрашивают о моей жене. Мне звонят даже ясновидцы и предлагают за деньги помочь найти её». Предполагается, что возможно, на его поведении сказалось стремление не потерять деловую репутацию и защитить интересы женщины, в которую он был влюблён. Себастьян Эрл, сослуживец Арчи, позже вспоминал его состояние в этот период: «Он ужасно нервничал, жаловался, что полицейские неотлучно за ним следят, считая его убийцей жены. С каждым днём он таял на глазах».
Выдвигались самые разные версии исчезновения. Наиболее распространённая сводилась к следующему: Агата остановилась на плато Ньюлендз Корнер, после чего ошибочно включила не ту передачу, и её автомобиль съехал вниз. Не исключалось, что её пропажа связана с внезапной потерей памяти. Некоторые предполагали, что у неё была назначена встреча в Ньюлендз Корнере, где она пересела в другой автомобиль,  где её убили, а труп спрятали. Поговаривали о том, что Арчи убил Агату, или что она скрылась вместе со своим любовником. Так, Стэнли Бишоп из Daily Express был убеждён, что убийство Агаты совершил именно её муж. Лора Томпсон позже писала, что эти беспочвенные догадки не имели ничего общего с действительностью, но муссировались репортёрами на разные лады: «…даже если он не убивал свою жену, журналисты верили в вероятность того, что он довёл её до самоубийства». Высказывались подозрения о причастности к смерти Агаты даже в отношении верной Карлы, причём, как считается, подобные намёки адресовали секретарю даже в полиции.
По первоначальной официальной полицейской версии, писательница разбила свой автомобиль, бросила его и заблудилась в лесу. В обществе также было популярно мнение, что это было сделано в рекламных целях, чтобы поднять продажи её книг и, в частности, романа «Убийство Роджера Экройда». Это мнение утвердилось ещё и в связи с тем, что Liverpool Weekly Post с четвёртого декабря начал публиковать роман под настоящим именем писательницы. Как бы то ни было, интерес к её творчеству действительно возрос, она стала знаменитостью не только национального масштаба, её книги стали лучше продаваться. Седьмого декабря, во вторник, прессе стало известно о содержании письма Кристи к своему деверю. Журналисты пришли к выводу, что скорее всего она могла направиться в один из отелей в Харрогейте. Однако розыски репортёров из Daily Chronicle и Daily Express ни к чему не привели, так как было установлено, что в этих гостиницах никто не регистрировался как Агата Кристи. Через несколько дней появились свидетели, утверждавшие, что видели перед этим женщину, похожую на разыскиваемую.
10 декабря Арчи дал обширное интервью газете Daily Mail, в котором заявил, что ранее его жена обсуждала возможность своей неожиданной пропажи. В одном из разговоров с сестрой она говорила, что если бы захотела, то могла бы исчезнуть и сделала бы это без особых усилий. По словам Арчи, эта тема возникла в разговоре, скорее всего при обсуждении реального случая, описанного в газете. Он предположил, что жена могла подстроить своё исчезновение, что могло быть связано с её творчеством, и лично ему очень бы хотелось верить в такую версию. Он также изложил свои версии произошедшего: продуманное исчезновение, потеря памяти и суицид. Лично он склонен считать, что произошло первое, хотя нельзя исключать и потерю памяти, произошедшую после сильного нервного перенапряжения, а вот версию самоубийства он отвергал. По его словам, она никогда не грозилась прибегнуть к лишению себя жизни, но если бы она на это пошла, то применила бы яд, так как в своих книгах часто использовала это средство убийства (что он порицал, но она оставалась при своём мнении). Кроме того, он заметил: «Если бы она хотела принять яд, она бы так и сделала. Она всегда добивалась всего, чего хотела». Также он указывал на то, что для самоубийцы она вела себя очень рационально: уехала за десятки миль, стала разгуливать в незнакомом ей месте в глубинке и, сняв шубу, аккуратно сложила её на заднем сиденье автомобиля. Полковник Кристи предположил, что она спустилась вниз с холма, так как всегда не любила подниматься в гору.
На определённом этапе розыском Кристи занимались несколько сотен сотрудников полиции (по некоторым данным более тысячи), а также тысячи гражданских добровольцев. К нему стали причастны и некоторые литературные знаменитости. Так, Артур Конан Дойл, продолжительное время увлекавшийся спиритизмом, передал знакомому медиуму Горацию Лифу перчатку Кристи, чтобы определить её местонахождение. Тот, по уверению писателя, не зная, кому они принадлежат, точно определил имя хозяйки, правда бывшее на слуху у всей Англии, и заявил, что она жива и в ближайшее время даст о себе знать. По его уверению, про это должно стать известно в среду — 15 декабря. Когда это действительно произошло, Дойл нашёл ещё одно подтверждение своих религиозных взглядов, за которые он неоднократно критиковался. После произошедшего он опубликовал статью в The Morning Post, где обосновывал необходимость привлечения правоохранительными органами медиумов для расследования преступлений. Эдгар Уоллес предположил в газетной статье, что исчезновение стало неожиданной эмоциональной реакцией на некие события в личной жизни писательницы: «Можно допустить, что это попытка в каком-то смысле перестать существовать или стать невидимой». По его мнению, она некоторое время находилась в тяжёлом состоянии и раздумывала о самоубийстве, после чего решила исчезнуть. После всех своих ночных похождений она, видимо, решила дать себе отдохнуть в какой-нибудь гостинице, где пробыла до воскресенья, пока её судьба не заинтересовала СМИ. Она не предполагала, какая поднимется шумиха в связи с её отсутствием. В итоге Уоллес пришёл к выводу, который получил довольно широкое распространение в общественном мнении: «Если Агата Кристи не умерла от потрясения и нервного перенапряжения, то она наверняка жива и полностью вменяема и, возможно, находится в Лондоне. Потеряв память, никуда дороги не найдёшь».
Репортёры слетались на Кроу-бич, словно саранча, — холмы Шелли-Хед стали похожи на сельскую ярмарку, столько там было мотоциклов, велосипедов и пеших групп, членам которых не терпелось своими глазами увидеть место кровавого преступления.
Двенадцатого декабря были организованы самые масштабные розыскные мероприятия, к которым было привлечено большое число волонтёров, среди которых была и другая известная детективная писательница — Дороти Сэйерс. Сохранилось несколько оценок численности добровольцев: 5000, 10 000 и даже 15 000 человек. Осторожная The Times писала «только» о 2000 участников. По определению репортёров Evening News, эти события вошли в историю как «большие поиски миссис Кристи». При помощи драги исследовали дно Тихого пруда, а окрестности вокруг него обследовали с собаками. После этого было принято решение разделить территорию на секторы и провести поиски по частям. Однако такие мероприятия не прояснили ситуацию и не дали результатов. Многообещающими находками, по сообщениям прессы, стало обнаружение в этом районе нескольких женских сумок. Так, издание Daily Express охарактеризовала их как важные доказательства. 13 декабря получила распространение версия, что пропавшая могла скрыться, переодевшись мужчиной, а Daily News даже сообщала, что её муж провёл «тщательную ревизию» своей одежды, на предмет отсутствия каких-либо вещей. В газетах публиковались не только обычные фотографии Агаты Кристи, но и фотографии с изменённой внешностью, например, с помощью парика и очков. Лора Томпсон оценила события этого дня как «газетное безумие» и «апогей» розысков Агаты.
После этого опять проявились противоречия в подходах к делу руководства полиции соседних графств, где велось расследование. Годдард поддержал Арчи в том, что Агата не совершила суицид, и выразился чётко и ясно: «Я бы поддержал эту теорию, будь у меня хоть какие-то основания считать, что она мертва». В противоположность своему коллеге старший инспектор (суперинтендант) Кенуорд полагал, что «миссис Кристи мертва и её тело находится где-то недалеко от Ньюлендс-Корнера».

### Обнаружение
14 декабря Агата всё-таки была обнаружена — за чтением напечатанных в газете сообщений о том, как продвигается её общенациональный розыск. Как оказалось, она зарегистрировалась под фамилией любовницы мужа — Тереза Нил, в фешенебельном спа-отеле Swan Hydropathic Hotel (теперь — «Old Swan Hotel») в Харрогейте, в графстве Норт-Йоркшир. Она приехала в отель на такси в субботу четвёртого декабря около семи часов вечера и сказала, что прибыла из южноафриканского Кейптауна, оказавшись в Англии впервые, и находится в стране три недели. Из личных вещей у неё были с собой только женская сумочка и портфель. Накануне рождественских праздников отель был не заполнен, и она без проблем сняла пятый номер, представлявший собой небольшую комнату с ванной. Держалась она довольно скромно и замкнуто, в контакт с кем-либо вступала неохотно. Когда одна из горничных спросила, как она себя чувствует, Агата ответила, что очень устала, у неё есть проблемы и она «должна со всем разобраться».
Первой на сходство обратила внимание горничная гостиницы. Со временем её коллеги пришли к выводу, что их постоялица очень похожа на пропавшую, к тому же у неё была такая же сумочка, какая была описана в газетах. Они сообщили об этом хозяйке отеля миссис Тейлор, которая велела им не разглашать эти сведения, дабы не вовлекать их заведение в ситуацию скандального характера и не беспокоить постояльцев. В воскресенье двенадцатого декабря в 11:00 барабанщик Боб Тэппин и саксофонист Боб Лиминг, задействованные в музыкальных представлениях в отеле, сообщили полиции о том, что видели там женщину, похожую на пропавшую. После этого офицер Гилберт Макдауэлл из полиции Йоркшира, назначенный ответственным за проведение опознания, доложил своим коллегам из Суррея о сходстве постоялицы отеля с пропавшей. Затем эта информация была сообщена Карле в Санингдейл. Однако она не могла выехать на опознание, так как присматривала в это время за Розалиндой и должна была забрать её из школы. Секретарь Агаты позвонила в офис Арчи, после чего тот, не мешкая, отправился в гостиницу в Харрогейт. В город он прибыл около 18:30 часов. По сообщениям прессы, Арчи и Макдауэлл находились в гостиничном фойе возле лифта так, чтобы муж Агаты мог её опознать, когда она спустится к ужину. Когда муж приближался к отелю, Агата в вечернем платье розового цвета играла в бильярд. О том, что готовится встреча супругов Кристи, стало известно прессе, но сотрудники полиции старались не допустить репортёров в отель раньше времени. После того, как Агата направилась к столу (около 19:30), Арчи узнал её и подал сигнал об этом; в этот момент она держала в руках газету, где помещалась история её исчезновения с фотографией.
Кристи никак не объяснила своё исчезновение, ссылаясь на амнезию. По мнению очевидца опознания, Кристи, увидев мужа, она повела себя так, будто не узнала его. По другим сведениям, она всё-таки узнала его, но не подала виду. В заявлении для СМИ, предоставленном только корреспонденту The Yorkshire Post, её муж сказал, что постоялица отеля действительно его жена. У неё случилась полная потеря памяти, она не узнаёт его, не знает где находится и, возможно, не осознаёт, кто она такая. Он надеется, что она придёт в себя, ей станет легче, и они завтра покажутся лондонским врачам. После этого он выразил благодарность сотрудникам полиции, принимавшим участие в розыске. Именно эта «официальная» версия стала доминирующей для близких и членов семьи Кристи на десятилетия вперёд.
Вечером Арчи и Агата вместе поужинали, после чего переночевали в разных номерах, хотя некоторые наводнившие отель журналисты уверяли, что они провели ночь вместе. Один из корреспондентов The Daily Mail с большим трудом сумел снять номер в отеле и не спал всю ночь, следя за тем, чтобы знаменитая постоялица не «сбежала». Пятнадцатого декабря супруги Кристи покинули отель и уехали, но направились не в Лондон, как ранее заявил Арчи, а на поезде в Чидл в поместье «Эбни-Холл» (Abney Hall), где проживала с мужем её сестра Мэдж. Эта поездка была осуществлена под пристальным вниманием прессы, которая буквально преследовала их в пути и на вокзалах, где делались пересадки.
В «Эбни-Холл» были приглашены местный семейный врач Мэдж доктор Генри Уилсон и невропатолог из Манчестерского университета доктор Доналд Кор. Они диагностировали, что у Агаты присутствует «несомненно, самая настоящая потеря памяти», рекомендовали проконсультироваться у психиатра и «оградить от всех тревог и волнений». На этом настаивала Мэдж, и Агата неохотно согласилась, осознавая, сколько беспокойства причинила сестре. Кристи записалась на приём к психиатру с Харли-стрит в Лондоне и сняла рядом квартиру, где проживала с Шарлоттой и Розалиндой. По мнению Джанет Морган, официального биографа Кристи, чья работа была одобрена семьёй, после ряда регулярных посещений психиатра она вспомнила многое из произошедшего с ней во время её исчезновения.
Некоторые лица, принимавшие участие в поисках, возмущались поведением Агаты и требовали возмещения расходов. Пресса подогревала это проблему различными оценками, которые колебались в диапазоне от 1000 до 25 000 фунтов. Вопрос рассмотрения обстоятельств исчезновения, в связи с понесёнными полицией расходами, даже дискутировался в британском парламенте. Однако дальше обвинений дело не пошло, а секретарь Министерства внутренних дел сэр Уильям Джойнсон-Хикс (William Joynson-Hicks) в ответе на запрос парламента отметил, что дополнительные расходы, понесённые на поиски, заключаются лишь в сумме 12 фунтов 10 шиллингов и пошли они в основном «на горячий чай для полицейских». Муж также возражал против оплаты счетов, заявив, что он никого не просил этого делать, так как был уверен в скором обнаружении жены, и на это пошло не более 25 фунтов, а он как добросовестный налогоплательщик может их не возмещать.

## Последующие события
Супруги Кристи договорились взять годичную паузу в отношениях, а семья Нэнси Нил отправила её в кругосветный круиз. Однако и это не помогло спасти семью. Несмотря на взаимную привязанность и любовь в начале их отношений, а также годы семейной жизни, брак Арчибальда и Агаты Кристи окончился разводом в 1928 году. Вину она была вынуждена взять на себя: адюльтер с её участием якобы произошёл в отеле Grosvenor. Роль Нэнси Нил в разводе при рассмотрении дела не упоминалась. Через несколько недель после официального расторжения брака супругов Кристи Арчи и Нэнси поженились, их брак, как считается, оказался удачным. Цимбаева высказала предположение, что в супружестве с Агатой её мужа постепенно стала тяготить роль «второй скрипки» и ему хотелось жить с женщиной, которая не бросала бы вызов его мужскому самолюбию. Именно этим и объясняется его выбор и поведение. Российский филолог, имея в ввиду героя прославленного романа «Убийство Роджера Экройда», образно выразила свою точку зрения следующим образом: «Супругов Кристи разлучила не Нэнси Нил. Их разлучил доктор Шеппард».
Бывшие супруги не поддерживали отношения, кроме редкого обмена письмами. Однако их дочь Розалинда втайне от матери завязала переписку с отцом, а в 1956 году, после смерти Нэнси Нил, встретилась с ним лично. Несмотря на скандальный бракоразводный процесс, Агата решила оставить фамилию мужа, под которой стала известна как писательница. Преданная Шарлотта Фишер так и осталась работать у неё секретарём. Со времён смерти матери Кристи долгое время ничего не писала, но оставшись без финансовой поддержки мужа, вынуждена была рассчитывать только на себя, в связи с чем, а также выполняя обязательства перед своим издателем, вновь обратилась к литературному труду. Сначала при помощи своего деверя Кэмпбелла Кристи, поддерживавшего её во время и после исчезновения, она переработала двенадцать рассказов в книгу «Большая четвёрка», имевшую успех, что укрепило её в намерении писать. После болезненного и скандального расторжения брака Агата с Розалиндой и Шарлотой отправились из Англии на Канарские острова, где проявив силу воли, она всё-таки закончила свой роман «Тайна „Голубого поезда“», который впоследствии называла неудачным, возможно, из-за мучительных воспоминаний, связанных с историей его создания. Он был посвящён тем близким, кто поддерживал её силы во время предшествующих драматических событий — «Членам моей семьи — Шарлотте и Питеру». Оставшись без материальной поддержки мужа, она окончательно обратилась к профессиональной литературной деятельности: «…личные драмы и обстоятельства, разрушившие привычный мир викторианской женщины, способствовали рождению писательницы Агаты Кристи, которой было суждено стать „королевой детектива“».
После таких скандальных событий многие знакомые и друзья старались избегать общения с ней, а некоторые, наоборот, стремились ей помочь, продемонстрировать свою преданность. В связи с этим она с Карлой произвела своеобразную классификацию, «наградив» тех, кто продолжил доброжелательно к ней относиться, «Орденом Верных Собак», а тех, кто с ней расстался, — «Орденом Крыс». Обладая застенчивым и скромным характером, Агата ещё более замкнулась от посторонних и прессы, крайне редко соглашаясь на интервью. По этому поводу Кейд заметил, что скандальная известность, последовавшая за её исчезновением, вызвала её уединённый образ жизни. Осенью 1928 года по совету знакомых Агата совершила путешествие на поезде «Восточный экспресс» до Стамбула, откуда через сирийский Дамаск добралась до Ирака, в Багдад. Там она отправилась осмотреть археологическую экспедицию под руководством Леонарда Вулли в Уре. В 1930 году, совершая второе путешествие по Ираку, на раскопках в Уре она познакомилась со своим будущим супругом — археологом Максом Маллованом, который был моложе её на пятнадцать лет. Несмотря на некоторое предубеждение к возобновлению серьёзных отношений, а также опасения родственников, она всё же отдалась новому чувству и приняла его предложение о браке. Поженились они 11 сентября 1930 года в шотландском Эдинбурге. В этом браке Агата Кристи прожила всю оставшуюся жизнь, до своей смерти в 1976 году. За почти шестьдесят лет работы она создала 68 романов, более сотни рассказов, 17 пьес и прочно заняла место одного из самых известных в мире авторов детективной прозы. Со временем произведения Агаты Кристи стали одними из самых публикуемых за всю историю человечества (уступая только «Библии» и трудам Уильяма Шекспира), а также — самыми переводимыми (более 7236 переводов).
В подробнейшей «Автобиографии», опубликованной уже после её смерти, об обстоятельствах исчезновения было написано лишь следующее: «Итак, вслед за болезнью пришли тоска и отчаянье. Сердце моё было разбито. Но не стоит долго на этом останавливаться. Я терпела год, надеясь, что Арчи переменится. Он не переменился. Так закончился мой первый брак». Джаред Кейд, посвятивший исчезновению Кристи книгу «Агата Кристи. Одиннадцать дней отсутствия», отмечал, что она не захотела даже просто упомянуть об исчезновении в своём жизнеописании, в связи с чем многие читатели чувствовали себя обманутыми в своих ожиданиях: «Некоторые комментаторы даже задались вопросом: уж не является ли это актом отмщения прессе, которая все прошедшие годы постоянно следила за Агатой?» Видимо, со временем она стала относиться к произошедшему «более философски» (согласно выражению Джанет Морган) и не реагировала уже так остро на попытки вернуться к её одиннадцатидневной пропаже. В этом отношении биограф приводит показательный пример. В 1960 году готовились торжественные мероприятия по случаю её семидесятилетия. В это время от коллеги Кристианны Бранд Агата узнала, что к юбилею готовится пьеса о её исчезновении. В письме к Эдмунду Корку она писала, что не следует беспокоиться о её реакции на готовящуюся постановку, так как споры о событиях 1926 года неизменно возвращались, но теперь она не придаёт им особого значения. «Дожив до семидесяти лет, уже попросту не обращаешь внимания на то, кто и что о тебе говорит. Лучше просто не реагировать, вы согласны?», — обращалась она к своему литературному агенту. В своих мемуарах «Агата и археолог» (англ. Mallowan’s Memoirs: Agatha and the Archaeologist; 1977), изданных после смерти Кристи, Маллован крайне деликатно упоминал о первом браке своей жены и обстоятельствах, предшествующих его расторжению. Он в крайне комплиментарных выражениях отозвался о военных заслугах и качествах Арчи, назвав причиной драматических событий 1926 года несходство характеров супругов. Усугубило ситуацию, по мнению Маллована, то, что для «крайне чувствительной» Агаты неожиданное желание мужа развестись стало настоящей шоковой ситуацией: «Она погрузилась в полное отчаяние, перенесла потерю памяти и чуть не дошла в своих действиях до саморазрушения». Однако поддержка друзей и родственников, жизнелюбие, новый семейный союз и творчество помогли ей постепенно преодолеть полученную душевную травму.

## Причины и версии исчезновения

### «Официальная» версия
Причины и версии знаменитого исчезновения неоднократно становились объектом исследования и освещались в средствах массовой информации. Екатерина Цимбаева заметила в этом отношении, что Агата не давала никаких объяснений своим действиям: «Но поскольку это исчезновение так и осталось единственной таинственной историей в жизни создательницы стольких таинственных историй, в версиях никогда не было и нет недостатка».
Семья и сама автор громкой сенсации твёрдо придерживались первоначальной линии об амнезии, но она звучала не совсем убедительно. В 1928 году в британском суде рассматривалось дело о клевете, в ходе которого всплыли обстоятельства исчезновения Кристи. В ходе процесса со стороны обвинения прозвучали слова про «женщину, которая сыграла дурную шутку с полицией». Это был недвусмысленный намёк в сторону писательницы, которая была очень опечалена таким поворотом дела. В то время, по наблюдению Томпсон, поведение Агаты на некоторое время стало «символом двуличного поведения». Это вынудило порицаемую в прессе женщину дать интервью Daily Mail, где она ещё раз попыталась представить на суд общественности свою версию сенсационных событий. Также она дала распоряжение своему адвокату Стюарту Бевану выступить в данном суде, где заявить от её лица об опровержении обвинений, а также предоставить медицинское заключение о её болезни. Однако судья возразил против этого и мотивировал своё решение тем, что это не имеет непосредственного отношения к делу, но отметил, что Беван своими действиями мог достичь некоторых целей. Эта тема долгое время была табуированной среди родственников и близких Агаты, а сама она крайне болезненно воспринимала попытки вернуться к событиям декабря 1926 года. В этом отношении показательно сообщение её подруги Джоан Оутс. Согласно её воспоминаниям, находясь в Багдаде, один из знакомых пытался затронуть эту тему в разговоре с Кристи, но она уклонилась от вопроса и более не поддерживала отношений с этим человеком.
Близкие и родственники писательницы последовательно отрицали, что её исчезновение было продиктовано стремлением привлечь к себе внимание и повысить тиражи книг. Они указывали на её застенчивость, «кодекс чести» и крайне скромный, неприхотливый характер. Так, её любимый внук Мэтью Причард (Mathew Prichard), ставший после смерти матери Розалинды главой фонда Agatha Christie Limited, говорил, что не верит в теорию о её намерении прославиться таким путём. Он вспоминал, что в семье из деликатных соображений никогда не обсуждали этот период жизни его знаменитой бабушки, преодолевшей в 1926 году несчастье и, как следствие, совершившей в то время «странные вещи». Он убеждён, что она не намеревалась вызвать неестественный общественный интерес к своей персоне и книгам, так как никогда не стремилась к излишней публичности: «В то время она была очень несчастна, и очень многие люди на её месте повели бы себя сходным образом». Розалинда, мать Мэтью, также неизменно придерживалась «официальной» версии, высказанной её отцом после обнаружения Агаты. В соответствии с ней, мать «болела весь 1926 год и в какой-то травмирующий момент ночи с 3 на 4 декабря потеряла память».

### Причины и гипотезы исчезновения
Причины исчезновения Кристи проанализированы британским психологом Эндрю Норманом в его книге «Готовый портрет» (англ. The Finished Portrait), где он, в частности, утверждал, что гипотеза травматической амнезии не выдерживает никакой критики, поскольку поведение Агаты Кристи свидетельствовало об обратном. Она зарегистрировалась в отеле под фамилией возлюбленной мужа, время проводила за игрой на фортепиано, спа-процедурами, посещением библиотеки. Тем не менее, изучив все свидетельства, Норман пришёл к выводу, что имела место диссоциативная фуга, вызванная тяжёлым психическим расстройством. Знакомый с Кристи лорд Ричи-Колдер, который, возможно, видел её в отеле 14 декабря 1926 года, охарактеризовал её состояние следующим образом: «Эмоциональное расстройство — да. Амнезия — нет». Бушардо оценила поведение Агаты в этот период как «депрессивное», по её рассуждению, оно было вызвано эмоциональным истощением на фоне тяжёлых жизненных обстоятельств. По некоторым версиям, исчезновение писательницы было связано с её литературной деятельностью: обдумыванием замысла новой книги или желанием привлечь внимание публики к своим произведениям. Создатель авторизованной биографии Морган отметала такие варианты мотивов Кристи, как несообразные с её писательскими методами работы и разительным несоответствием чертам её скромного и застенчивого характера. Она выразила точку зрения, что 1926 год, когда был издан роман «Убийство Роджера Экройда», стал поворотным пунктом в творчестве Кристи, а также описала сложившуюся ситуацию с громким скандалом следующими словами:
Люди, жившие в двадцатые-тридцатые годы, позже вспоминали споры вокруг этой книги — действительно ли автор беспристрастно выложил перед читателем все улики, но их воспоминания постоянно смешивались с воспоминанием о большом публичном скандале, причиной которого стала Агата в тот же год.
Цимбаева отрицает распространённое мнение о том, что беглянкой двигало желание наказать мужа, вплоть до того, чтобы навлечь на него обвинение в её «убийстве». Она полагает, что это никоим образом не вяжется с характером и воспитанием Агаты: «невероятно, потому что неспортивно». Морган предполагала, что Агата, находясь в подавленном состоянии в связи с семейными проблемами, «затравленная и доведённая до крайней депрессии», «инстинктивно пустилась в бегство», но при этом не помышляла о самоубийстве. По её мнению, несмотря на пристальный интерес прессы, полностью восстановить ход событий, произошедших третьего декабря, не представляется возможным. Обследовавший Агату психиатр считал, что она перенесла сотрясение мозга, а сама она вспомнила, что у неё до крови было разбито лицо. Горничная, обслуживавшая её в отеле, утверждала, что «миссис Нил» по утрам закрывала свой лоб, пока не уложит волосы. Морган пришла к выводу, что озноб и шоковое состояние писательницы были вызваны последствиями травмы головы, полученной во время дорожно-транспортного происшествия. Несмотря на то, что Агата действительно чувствовала себя глубоко оскорблённой поведением мужа, его «непорядочными» действиями, Морган настаивала на том, что действия Агаты едва ли были продиктованы умышленной местью мужу, так как автомобиль оказался в овраге в результате технической поломки, после чего беглянка оказалась в отеле в Харрогейте, вероятнее всего, неосознанно, по воле случая. Кейд прокомментировал версию Морган, изложенную в её биографии Кристи, что она: «приподнимает благопристойную завесу над таинственным исчезновением, возлагая большую часть вины за произошедшее на назойливую прессу».
В 1996 году вышла книга Джареда Кейда «Агата Кристи. Одиннадцать дней отсутствия» (англ. Agatha Christie and the Eleven Missing Days), основанная на версии событий, рассказанной автору дочерью подруги писательницы Нэн Кон — Джудит. Во время знаменитого исчезновения последней было только десять лет, и она изложила вариант этой истории со слов своей матери, которая якобы помогала Агате в реализации её плана мести в отношении Арчи. В день побега в 21:45 писательница отправилась в Ньюлендз Корнер, столкнула там машину с холма, пешком дошла до станции Уэст-Клэндон в Суррее, где села на поезд, следующий в Лондон. Там она переночевала у Нэн в Челси и они ещё раз обговорили свои действия. С утра они выяснили, что в Харрогейте имеются свободные места, и Агата отправилась в Swan Hydropathic Hotel, не заказав предварительно номер, что должно было придать большее правдоподобие версии о том, что она потеряла память. С такой интерпретацией событий не согласна Лора Томпсон, которая в своей книге «Агата Кристи: Английская тайна» указывает на несоответствия во времени, расписании поездов, характере местности, психологической составляющей и т. д. такой версии. Томпсон критикует и «официальную» версию, поддерживаемую семьёй и Фондом Агаты Кристи, но находит в ней некоторые рациональные психологические моменты. Она полагает, что версия, высказанная Арчи, была выдвинута не из «низких» побуждений, не для того чтобы скрыть истинное положение вещей, а для того, чтобы «защитить слабую женщину, испытывавшую безмерные страдания, слишком сложные, чтобы можно было объять их какой бы то ни было стройной теорией». Она также полагает, что в таком случае эти семейные утверждения ближе к правде, чем измышления о продуманных «трюках» и «замыслах»: «Она учитывает то, что Агата находилась в состоянии нервного срыва, что наложившиеся друг на друга события — смерть любимой матери и предательство мужа — подвели её к краю пропасти. Но не увели за край». Томпсон не согласна и с семейной традицией в освещении этого вопроса, критикуя её несостоятельность и противоречие фактам. По её оценке, невозможно переболеть амнезией и через две недели бесследно от неё избавиться. Французский писатель Фредерик Бегбедер по поводу знаменитого исчезновения образно заметил, что «загадочная дама» после публикации романа «Убийство Роджера Экройда» почувствовала, что слегка в нём «перехватила»: «Романисты терпеть не могут убаюкивать читателей, сочиняя свои книги-загадки. Агата Кристи решила сама стать одной из таких загадок, лишний раз доказав нам, какая опасная игра литература».

## Отражение в культуре

### В творчестве писательницы
Одна из многочисленных теорий, пытающихся объяснить действия Агаты в декабре 1926 года, заключается в том, что она ушла из дома в связи с тем, что якобы прорабатывала сюжет очередной своей книги. Несмотря на спекулятивный характер такой интерпретации, многие исследователи всё же полагают, что исчезновение и последующее поведение, направленное на уклонение, избегания упоминаний про этот эпизод, действительно отразились в её творчестве. Лора Томпсон назвала эти события в жизни Агаты лучшим её «рассказом», так как его невозможно понять единственно правильным образом, а люди, стремящиеся его «разгадать» и при этом разрушить его «красоту», будут неизменно терпеть поражение. По мнению Кейда, произошедшее «в самую страшную ночь в её жизни» привело её к тому, что она сублимировала полученный опыт в своих книгах. Он пришёл к выводу, что загадочность вокруг самых известных событий в её жизни, постоянно привлекает внимание, так как имеет непосредственное отношение к её литературным произведениям: «То, что известно, представляет собой захватывающую историю женщины, доведённой причинёнными ей муками до крайнего отчаяния, женщины, вернувшейся обратно для того, чтобы стать одним из самых любимых рассказчиков двадцатого века». Сходной точки зрения придерживается и Цимбаева. В частности, она подчёркивала, что стрессовая ситуация, в которую попала прозаик на завершающем этапе своего первого брака, смогла укрепить её иммунитет и сподвигла на дальнейшие профессиональные свершения.
Майя Тугушева пришла к выводу, что измена мужа надолго испортила Агате жизнь, и в связи с этими событиями в её последующих книгах стали появляться «бессовестные интриганки разлучницы». Впрочем, по замечанию Цимбаевой, собственно в отношении самой фамилии Нил детективистка видимо не имела ничего против, так как в романе «Карман, полный ржи» (1953) выведен «симпатичный» инспектор Нил. Морган подчёркивала, что особенности сдержанного характера Кристи, в частности, стремление в одиночестве переносить невзгоды, ярко проявились в творчестве писательницы, которое облегчало её жизненные трудности:
Горе Агаты всегда было молчаливо, будь то предательство Арчи, смерть Клары, развод, выкидыш, гибель зятя — она лишь замыкалась в себе, никому не показывая своих эмоций; только в книгах она давала волю чувствам — в романах, подписанных псевдонимом Мэри Уэстмакотт, в пьесах и в детективных рассказах. Но даже в своих произведениях она проявляет эмоции довольно сдержанно.
На то, что непростые отношения супругов Кристи нашли отражение в творчестве Агаты, указывалось уже применительно к рассказу «Корнуолльская тайна» (англ. The Cornish Mystery), изданного в 1923 году. По его сюжету к Пуаро обращается женщина, подозревающая, что её муж пытается её отравить. В феврале 1927 года был опубликован рассказ Кристи «На грани» (англ. The Edge), который сопровождался комментарием, что он написан непосредственно перед «болезнью» и исчезновением писательницы. В нём идёт речь о влюблённой женщине, которая случайно узнаёт тайну соперницы и хочет заполучить женатого мужчину, избавив его от неё. В литературе отмечается несомненные биографические черты произведения, отражающего глубокие личные переживания автора. Во внецикловом романе «Хлеб гиганта», опубликованном в 1930 году под псевдонимом Мэри Вестмакотт, видимо представлены перипетии бракоразводного процесса и переживаний, вызванных им с точки зрения самого автора. В своём другом «псевдонимном» полуавтобиографическом романе «Незаконченный портрет», Кристи описала события, похожие на её собственное исчезновение. В книге множество автобиографических мотивов, а её главная героиня Селия по характеру и поведению напоминает автора. Однако степень реальности представленного на страницах книги вряд ли можно установить с достаточной точностью, видимо этого старалась избегать и автор, стараясь не затронуть чувства других людей. По мнению некоторых литературоведов, приведённое в романе художественное описание нескольких лет жизни после громкого развода Кристи отражает некоторые реальные обстоятельства. В нём она «воссоздаёт собственный портрет, возможно, пытаясь понять самое себя и собственные поступки». Маллован, после ознакомления с её «Автобиографией», писал, что образ главной героини Селии в романе «едва ли не самый точный портрет самой Агаты».
Считается, что некоторые факты и переживания писательницы, связанные с этими событиями, нашли отражение в романе «Убийства по алфавиту» (1936), в частности, это касается назойливых журналистов, которые заинтересованы в громких, сенсационных делах. Бушардо привела несколько примеров, иллюстрирующих, по её наблюдению, неприязнь со стороны автора в отношении не только репортёров, но и врачей, и в частности психиатров, с которыми Агата вынуждена была столкнуться в 1927 году — «Загадка Эндхауза» (1932), «Смерть в облаках» (1935). Однако французский биограф не абсолютизировала своё наблюдение, полагая, что в негативных оценках медиков могло быть скрыта литературная игра на «втором уровне». Исследователи также усматривают сходство с пережитыми жизненными коллизиями Агаты и её романом «Пять поросят» (1942), в котором представлены муки жены в связи с изменой мужа. По сюжету книги к Эркюлю Пуаро обращается молодая женщина, Карла Лемаршан, мать которой шестнадцать лет назад была осуждена за убийство собственного мужа, отца Карлы. Перед своей смертью шестнадцать лет назад мать написала Карле письмо, в котором призналась в невиновности — дочь утверждает, что мать никогда бы не солгала ей, чтобы прикрыть неприглядную правду. Кроме того, отмечается, что так как роман был написан и издан в 1942 году, то шестнадцатилетняя временная отсылка может указывать на 1926 год, когда произошло знаменитое исчезновение писательницы, несмотря на несходство реальной ситуации и сюжета романа, в котором муж любит жену, невзирая на многочисленные измены. Согласно результатам исследования Ричарда Колдера, в том широком общественном резонансе, связанном с поисками Агаты, прежде всего повинны неадекватные действия полиции и прессы. Эта версия находит литературное отражение в книге, как в виде организации процесса поиска со стороны суперинтенданта Кенуорда, так и наличием широкого общественного резонанса. Кейд высказал предположение, что автобиографические мотивы отражены и в первом недетективном романе Кристи-Вестмакотт — «Хлеб исполина» (1930). Однако с такой позицией категорично не согласна Холмс, настаивающая на том, что в этой книге трое главных героев не могут быть соотнесены с любовным треугольником, имевшим место во время первого брака Кристи, а характеры персонажей (Вернон, Нелл, Джейн) не соответствуют Арчи, Агате, Нэнси. Холмс указывала на сходство сюжетной линии с судьбой Кристи в романе «Убийство в голубом экспрессе». Здесь, по мнению биографа писательницы, нашли отражение взгляды Кристи на брак, развод и супружескую измену: «Адюльтер не может длиться вечно, он кончается или разлукой любовников (о чём мечтала она), или разводом и новым браком (на этом настаивал Арчи), но раны нанесённые изменой и предательством не заживают».
По предположению Цимбаевой, в романе «По направлению к нулю» (1944) Агата до некоторой меры обратилась к оценке их с Арчи бракоразводного процесса со стороны кругов общества, куда они входили. Прежде всего имеется в ввиду тот репутационный вред, который был нанесён её первому мужу и, соответственно, герою произведения: «…почувствуйте атмосферу всеобщего осуждения, окружавшего разведённого человека, а ведь там речь идёт о богатом спортсмене-любителе, а не о бизнесмене, стремящемся сделать карьеру в Сити». В литературе также высказывалось предположение о некотором фабульном сходстве истории отношений четы Кристи и романом писательницы «Лощина», опубликованного в 1946 году. Примечательна в этой связи сцена, где смертельно раненый муж просит скрыть его убийство, чтобы не навредить жене, стрелявшей в него из пистолета.

### В культуре
После «драматического», по выражению Кейда, обнаружения, Агата стала мишенью для различного рода карикатуристов, комиков, журналистов и обычных людей. Участники коллектива «Весёлые кадеты» переложили популярную песенку «Дедушкины бакенбарды», иронично представив в своём варианте факты из жизни писательницы:
Пышные у деда бакенбарды, у него густая борода!

Но ни ножницы, ни бритва к ним не прикасались никогда.

Миссис Кристи, когда вы исчезли, что укрыло вас тогда?

Дедушкины бакенбарды и его густая борода!
Дороти Сэйерс художественными средствами отразила некоторые обстоятельства исчезновения коллеги по литературному цеху в своём детективе «Неестественная смерть» (1927). Драматическим событиям из биографии Кристи посвящён роман журналистки и писательницы Кэтлин Тинан — «Агата» (1977). Его одноимённую экранизацию, вышедшую на экраны в 1989 году, осуществил британский режиссёр Майкл Эптед; в главных ролях снялись Ванесса Редгрейв (Агата Кристи), Тимоти Далтон (Арчибальд Кристи) и Дастин Хоффман (Уолли Стэнтон). По сюжету романа и фильма Кристи не смирилась с тем, что муж променял её на любовницу. Она предпринимает попытку самоубийства, намереваясь подстроить всё так, чтобы подозрение пало на её соперницу. Однако в самый последний момент отказывается от своего плана и решает дать своё согласие на развод. В связи со своеобразной интерпретацией событий семья пыталась воспрепятствовать выходу фильма на экраны. В 1977 году дочь писательницы Розалинда написала в «Таймс»: «Хочу воспользоваться случаем, чтобы сказать, что этот фильм, сделанный без консультаций с кем бы то ни было из представителей семей моих родителей, противоречит нашим желаниям и вызовет у нас большое огорчение». В 1978 году Розалинда, а также Фонд Агаты Кристи подали иски о запрете демонстрации картины, но федеральный судья отказал в этом.
Об исчезновении писательницы идёт речь в седьмом эпизоде четвёртого сезона возобновлённого британского научно-фантастического сериала «Доктор Кто», премьера которого состоялась 17 мая 2008 года на канале BBC One. Действие серии «Единорог и оса» происходит в декабре 1926 года, когда Доктор Кто и Донна Ноубл оказываются в английской усадьбе, где происходят загадочные убийства в духе Агаты Кристи, которая помогает их раскрыть. Авторы фильма решают загадку исчезновения мастера детектива в комедийном плане: преступления совершает гигантская оса инопланетного происхождения под влиянием романа «Убийство Роджера Экройда», но от столкновения с преступником Агата теряет память. В 2017 году был опубликован роман британского писателя Эндрю Уилсона «Искусство убивать» (A Talent for Murder), ставший первым в его серии книг, посвящённых расследованиям проводимых непосредственно Кристи. Он насыщен многими подлинными биографическими фактами, а его действие начинается в сложный период жизни прославленной детективщицы (смерть матери, неверность мужа, ощущение опасности). Мужчина, подражающий доктору Шеппарду из «Убийства Роджера Экройда», при помощи шантажа пытается принудить её к убийству, для чего она должна сначала исчезнуть. В декабре 2018 года прошла премьера британского полнометражного телевизионного фильма «Агата и правда об убийстве», где главную роль исполнила ирландская актриса Рут Брэдли. События происходят в декабре 1926 года: Кристи находится в творческом кризисе, она изнурена работой над романом, а в довершение ко всему муж настаивает на разводе из-за связи с молодой женщиной. К писательнице обращается медсестра с просьбой провести расследование смерти крёстной тёзки Флоренс Найтингейлл, жестоко убитой в поезде. Агата нехотя соглашается и после изучения материалов приступает к расследованию. Она меняет внешность и под видом Мэри Вестмакотт собирает подозреваемых в доме погибшей. Добираясь туда она задерживается в пути, а её двухдневное вынужденное отсутствие пресса преподносит как загадочное исчезновение. После произошедшего в доме убийства туда прибывает инспектор Дикс, который сетует на то, что в связи с пропажей Агаты Кристи силы полиции отвлечены на её поиски и сотрудников не хватает. Он начинает понимать, что Вестмакотт и есть Кристи, которую все так ищут. Однако им удаётся найти общий язык и разоблачить преступников. После этого Дикс обещает помочь подтвердить её версию об автомобильной аварии и потере памяти, что и должно объяснить исчезновение Агаты для публики.
В 2015 году было объявлено, что американская сценаристка Энни Нил (англ. Annie Neal) работает над переработкой сценария «Агата» Эллисон Шредер (англ. Allison Schroeder), приобретённого в 2013 году кинокомпанией Paramount Pictures. Проект посвящён вольному изложению событий исчезновения Кристи, но его реализация была отложена.

### Комментарии
1. ↑  Джон Карран, исследователь записных книжек «королевы детектива», пришёл к выводу, что черновики романа не сохранились в связи с её «драматическим исчезновением» и разводом[29].
2. ↑  Верный пёс умер в 1938 году, а его владелица очень горевала об его утрате[42]. К роману «Немой свидетель» (1937) Питеру предпослано необычное посвящение, в котором указывалось: «…лучшему другу и приятелю, собаке, каких мало» (…most faithful of friends and dearest of companions, a dog in a thousand)[43][44].
3. ↑  Через несколько дней кухарка и горничная были уволены, как предполагается, за разглашение секретов семьи[47].
4. ↑  Именно Мэдж познакомила Арчи Кристи и Нэнси Нил[54].
5. ↑  В некоторых газетах ошибочно отмечалось, что Кристи зарегистрировалась как «миссис Терезенил»[79].